# Alphabet Inc.
Az Alphabet Inc. egy amerikai multinacionális ernyővállalat, amelyet 2015-ben hoztak létre. A Google és a valamikor a Google-hoz tartozó cégek anyavállalata. Vezetői a Google alapítói Sergey Brin (CEO) és Larry Page (elnök), székhelye a kaliforniai Mountain View-ban található. A Google újraszervezése 2015. október 2-án fejeződött be. A cég portfóliója több iparágat lefed, többek között: technológia, élettudomány, befektetés és kutatás. Leányvállalataiból több megváltoztatta nevét az átalakítás óta: a Google Venturesből GV, a Google Life Sciencesből Verily, a Google X-ből X lett. A Googleban Sundar Pichai vált CEO-vá, mivel Page az anyavállalatnak lett az elnöke. A Google részvényeit átruházták Alphabet részvényeknek, amik a Google régi "GOOG" és "GOOGL" kódjain vannak a tőzsdén jegyezve.
Az Alphabet létrehozásának célja, hogy az internet szolgáltatásokat nyújtó Google termékeknek átláthatóbb struktúrát adjon, miközben nagyobb autonómiát adnak azoknak a részlegeknek, amik nem internetes szolgáltatásként működnek.
Az Európai Bizottság 2017-ben 2,42 milliárd eurós, 2018-ban 4,34 milliárd eurós versenyjogi büntetést szabott ki az Alphabetre, először a keresőmotorban előnyben részesített saját hirdetések miatt, másodszor pedig azért, mert mobiltelefon-gyártókat arra kötelezte, hogy Google-alkalmazásokat állítsanak be alapértelmezettként.

## Fordítás
- Ez a szócikk részben vagy egészben  az   Alphabet Inc. című angol Wikipédia-szócikk fordításán alapul.  Az eredeti cikk szerkesztőit annak laptörténete sorolja fel. Ez a jelzés csupán a megfogalmazás eredetét és a szerzői jogokat jelzi, nem szolgál a cikkben szereplő információk forrásmegjelöléseként.